# Burns (cràter)
Burns és un cràter d'impacte en el planeta Mercuri de 43 km de diàmetre. Porta el nom del poeta escocès Robert Burns (1759-1796), i el seu nom va ser aprovat per la Unió Astronòmica Internacional el 1985.